# Clito
Clito is een geslacht van vlinders van de familie dikkopjes (Hesperiidae), uit de onderfamilie Pyrginae.

## Soorten
- C. bibulus (Riley, 1929)
- C. clito (Fabricius, 1787)
- C. littera (Mabille, 1877)
- C. sompa Evans, 1953
- C. tuva Evans, 1953
- C. zelotes (Hewitson, 1873)
- C. zenda Evans, 1953